# Podonomopsis discoceros
Podonomopsis discoceros är en tvåvingeart som beskrevs av Lars Zakarias Brundin 1966. Podonomopsis discoceros ingår i släktet Podonomopsis och familjen fjädermyggor. Inga underarter finns listade i Catalogue of Life.